# Zimmer 483
Zimmer 483 (кімната 483) — другий альбом німецького рок-гурту Tokio Hotel. Його було випущено 23 лютого 2007 року в Німеччині. Альбом випустив чотири сингли, включаючи «Übers Ende der Welt», «Spring nicht» та «An deiner Seite (Ich bin da)». На відміну від інших релізів Tokio Hotel, Zimmer 483 самоутвердився як один з таких, що має найбільші постійні продажі; до того ж, лише за 2 місяці було продано близько 375 000 копій. У Австрії цей альбом було оголошено платиновим. 

## Список композицій
| #   | Назва                          | Автори пісень                                                                                             | Тривалість |
| --- | ------------------------------ | --- | ---------- |
| 1.  | «Übers Ende der Welt»          | Дейв Рот, Патрік Бензнер, Давид Йост, Пітер Хофманн, Білл Кауліц, Том Кауліц                              | 3:33       |
| 2.  | «Totgeliebt»                   | Дейв Рот, Патрік Бензнер, Давид Йост, Пітер Хофманн, Білл Кауліц, Том Кауліц, Георг Лістінг, Густав Шефер | 3:42       |
| 3.  | «Spring nicht»                 | Дейв Рот, Патрік Бензнер, Давид Йост, Пітер Хофманн, Білл Кауліц, Том Кауліц                              | 4:09       |
| 4.  | «Heilig»                       | Дейв Рот, Патрік Бензнер, Давид Йост, Пітер Хофманн, Білл Кауліц                                          | 4:03       |
| 5.  | «Wo sind eure Hände»           | Д. Рот, Бензнер, Йост, П. Хофманн, Б. Кауліц, Т. Кауліц, Лістінг, Шефер                                   | 3:37       |
| 6.  | «Stich ins Glück»              | Д. Рот, Бензнер, Йост, П. Хофманн, Б. Кауліц, Т. Кауліц                                                   | 4:05       |
| 7.  | «Ich brech aus»                | Д. Рот, Бензнер, Йост, П. Хофманн, Б. Кауліц, Т. Кауліц, Лістінг, Шефер                                   | 3:24       |
| 8.  | «Reden»                        | Д. Рот, Бензнер, Йост, П. Хофманн, Б. Кауліц, Т. Кауліц                                                   | 3:13       |
| 9.  | «Nach dir kommt nichts»        | Д. Рот, Бензнер, Йост, П. Хофманн, Б. Кауліц, Т. Кауліц                                                   | 3:14       |
| 10. | «Wir sterben niemals aus»      | Б. Кауліц, Т. Кауліц                                                                                      | 2:59       |
| 11. | «Vergessene Kinder»            | Д. Рот, Бензнер, Йост, П. Хофманн, Б. Кауліц, Т. Кауліц                                                   | 4:34       |
| 12. | «An deiner Seite (Ich bin da)» | Д. Рот, Бензнер, Йост, Хофманн, Б. Кауліц                                                                 | 4:24       |

Французькі/іспанські бонусні треки
| #   | Назва                    | Автори пісень                                                   | Тривалість       |
| --- | ------------------------ | --------------------------------------------------------------- | ---------------- |
| 13. | «Wir schliessen uns ein» | Д. Рот, Бензнер, Йост, П. Хофманн, Б. Кауліц, Т. Кауліц         | 3:14             |
| 14. | «Monsoon»                | Д. Рот, Бензнер, Йост, П. Хофманн, Б. Кауліц, Ребекка Рот       | 4:02             |
| 15. | «Ready, Set, Go!»        | Д. Рот, Бензнер, Йост, П. Хофманн, Б. Кауліц, Т. Кауліц, Р. Рот | 3:34//////////// |

## Чарти
| Чарти (2007)                  | Максимальна позиція |
| ----------------------------- | ------------------- |
| Австрійський альбомний чарт   | 2                   |
| Бельгійський альбомний чарт   | 50                  |
| Данський альбомний чарт       | 11                  |
| Нідерландський альбомний чарт | 23                  |
| Фінський альбомний чарт       | 13                  |
| Французький альбомний чарт    | 2                   |
| Німецький альбомний чарт      | 2                   |
| Швейцарський альбомний чарт   | 2                   |

Продажі та сертифікації
| Країна         | Сертифікація | Продажі/перевезення |
| -------------- | ------------ | ------------------- |
| Австрія (IFPI) | Platinum     | 20,000              |

| Склад виконавців - Вокал: Білл Кауліц - Гітара: Том Кауліц - Бас-гітара: Георг Лістінг - Ударні: Густав Шефер | Технічні кадри - Постановка: Патрік Бензнер, Дейв Рот, Давид Йост - Міксування: Патрік Бензнер, Дейв Рот, Манфред Фауст - Запис оригіналу диску: Gateway Mastering - Фотографія: Єнс Болт |